# Episodi di Cribb (prima stagione)
La prima stagione della serie televisiva Cribb è andata in onda nel Regno Unito da dicembre 1979 a maggio 1980. In Italia è stata trasmessa dalla Terza rete Rai nel corso del 1983. Il primo episodio è l'unico della serie con una durata di circa 80 minuti, mentre gli altri episodi sono da 50 minuti circa.
| nº | Titolo originale                | Titolo italiano      | Prima TV USA     | Prima TV Italia |
| -- | ------------------------------- | -------------------- | ---------------- | --------------- |
| 1  | Waxwork                         | Statua di cera       | 23 dicembre 1979 | 4 giugno 1983   |
| 2  | Swing Swing Together            | Tre uomini in barca  | 13 aprile 1980   | 18 giugno 1983  |
| 3  | Abracadaver                     | Fughe misteriose     | 20 aprile 1980   | 25 giugno 1983  |
| 4  | The Detective Wore Silk Drawers | Incontro di pugilato | 27 aprile 1980   | 2 luglio 1983   |
| 5  | The Horizontal Witness          | Testimone a sorpresa | 4 maggio 1980    | 9 luglio 1983   |
| 6  | Wobble to Death                 | Corsa della morte    | 11 maggio 1980   | 11 giugno 1983  |
| 7  | Something Old, Something New    | Zuppa di coda di bue | 18 maggio 1980   | 16 luglio 1983  |
| 8  | A Case of Spirits               | Seduta spiritica     | 25 maggio 1980   | 23 luglio 1983  |

## Statua di cera
- Titolo originale: Waxwork
- Prima televisiva: 23 dicembre 1979
- Diretto da: June Wyndham-Davies
- Soggetto di: Peter Lovesey, Pauline Macaulay
- Attori principali: David Waller (Ispettore Jowett), Ernest Hare (Mr. Justice Colbeck), Alick Hayes (Cancelliere), Stuart Latham (Dottor Crison), Bernard Archard (Direttore di Newgate), Carol Royle (Miriam Cromer), David Ashford (Simon Allingham), Gerald Sim (Ispettore Waterlow), Elizabeth Burger (Bell), Barbara Bolton (Hawkins), Susie Blake (Lottie Piper), Joanne Zorian (Judith Honeycutt)

## Tre uomini in barca
- Titolo originale: Swing Swing Together
- Prima televisiva: 13 aprile 1980
- Diretto da: June Wyndham-Davies
- Soggetto di: Peter Lovesey, Brian Thompson
- Attori principali: David Waller (Ispettore Jowett), Heather James (Harriet Shaw), Albert Welling (Poliziotto Hardy), Jane How (Melanie Bonner-Hill), Sheila Keith (Signora Plummer), Debbie Farrington (Molly), Ronald Lacey (Percy Bustard), Brian Rawlinson (Jim Hackett), Mark Burns (John Fernandez), Victoria Burton (Jane), Myles Hoyle (Humberstone), Robert Fyfe (Lucifer), Peter Birrel (Gold)

## Fughe misteriose
- Titolo originale: Abracadaver
- Prima televisiva: 20 aprile 1980
- Diretto da: Julian Amyes
- Soggetto di: Peter Lovesey, Bill MacIlwraith
- Attori principali: David Waller (Ispettore Jowett), Wendy Holloway (Lola Pinkus), Valerie Holloway (Bella Pinkus), Patsy Rowlands (Signora Body), Chubby Oates (Presidente), Julia Chambers (Ellen Blake), Ian Coller (Albert), Peggy Ann Clifford (Madre di Albert)

## Incontro di pugilato
- Titolo originale: The Detective Wore Silk Drawers
- Prima televisiva: 27 aprile 1980
- Diretto da: Alan Grint
- Soggetto di: Peter Lovesey
- Attori principali: David Waller (Ispettore Jowett), Barry Andrews (Poliziotto Henry Jago), Norma West (Isabel Vibart), David Hargreaves (Robert D'Estin), Mark Eden (Edmund Vibart), Alfie Curtis (Matt Beckett), Mavis Taylor Blake (Lydia Boltover)

## Testimone a sorpresa
- Titolo originale: The Horizontal Witness
- Prima televisiva: 4 maggio 1980
- Diretto da: Alan Grint
- Soggetto di: Peter Lovesey, Jacqueline Lovesey
- Attori principali: David Waller (Ispettore Jowett), Elizabeth Bennett (Sorella Armstrong), John Ringham (James Hepplewhite), Norman Jones (Joe Calhoun), James Coyle (Charles Vokins), Jennifer Guy (Flossie), Jean Warren (Alice), Linda Robson (Bessie Hardicker)

## Corsa della morte
- Titolo originale: Wobble to Death
- Prima televisiva: 11 maggio 1980
- Diretto da: Gordon Flemyng
- Soggetto di: Peter Lovesey, Alan Plater
- Attori principali: David Waller (Ispettore Jowett), Andrew Burt (Erskine Chadwick), Archie Tew (Charles Darrell), Kenneth Cranham (Francis Mostyn-Smith), Michael Elphick (Sol Herriott), Alex Johnston (Harvey), Ray Jewers (Sam Monk), Robert Austin (Walter Jacobson), Paul Ridley (Pincher), Bobbie Brown (Cora Darrell), Patrick Waldron (Fergus O'Floberty)

## Zuppa di coda di bue
- Titolo originale: Something Old, Something New
- Prima televisiva: 18 maggio 1980
- Diretto da: Oliver Horsbrugh
- Soggetto di: Peter Lovesey, Jacqueline Lovesey
- Attori principali: David Waller (Ispettore Jowett), Charlotte Mitchell (Signora Winter), Sally Osborne (Daphne Winter), Alison Glennie (Denise Winter), Geoffrey Bayldon (Zio di Ezra Winter), Ivor Salter (Sexton), Arthur Hewlett (Henry Russell), George Waring (Dr. Burden), William Abney (Vicario)

## Seduta spiritica
- Titolo originale: A Case of Spirits
- Prima televisiva: 25 maggio 1980
- Diretto da: Bill Gilmour
- Soggetto di: Peter Lovesey, Arden Winch
- Attori principali: Thorley Walters (Ispettore capo), Clive Swift (Dr. Probert), Georgine Anderson (Winifred Probert), Judy Cornwell (Signorina Crush), Christopher Hancock (Signor Strathmore), Michael Barrington (Professor Quayle), Mick Ford (Peter Brand), Emma Jacobs (Alice Probert), David Neville (Capitano Nye), John Warner (Dr. Benjamin), Geoffrey Larder (Signor Cape)